# Roll with the Wind
«Roll With the Wind» es una canción del violinista y cantante noruego-bielorruso Alexander Rybak de su álbum de estudio debut, Fairytales. "Roll with the Wind" fue escrita por Mårten Eriksson y Lisa Eriksson y producida por Amir Aly.

## Posicionamiento en listas
"Roll With the Wind" es en las listas de charts noruegas el 2 de junio de 2009, el mismo día de su lanzamiento. En esos momentos, los otros dos sencillos de Rybak, "Funny Little World" y "Fairytale" estaban también en el top 3.
| Listas             | Máxima posición |
| ------------------ | --------------- |
| Noruega (VG-lista) | 10              |

## Historial de lanzamiento
| Región   | Fecha                 | Formato                 |
| -------- | --------------------- | ----------------------- |
| Noruega  | 2 de junio de 2009    | Radio, descarga digital |
| Alemania | 23 de octubre de 2009 | Sencillo en CD          |

## Otras versiones
Una versión de la canción, cantada en sueco y con el título "Vända med vinden", apareció en el álbum debut de 2010 Längtan del grupo sueco Timoteij. Esta versión cuenta con Alexander Rybak en el violín.